# Muscio
Muscio (Mustio) je oko 500. godine vjerojatno napisao knjigu Ginecia (Gynaecia) o ginekologiji, koja je u jednom manuskriptu iz godine 900. sačuvana.